# Giorgio Conte (politico)
Giorgio Conte (Vicenza, 1º aprile 1961) è un politico e ingegnere italiano.

## Biografia

### Carriera politica
Inizia l'attività politica giovanissimo, nel 1977, militando a Vicenza e a Padova prima nel Fronte della Gioventù e successivamente nel FUAN come Segretario Regionale del Veneto dal 1983.
Nel 1994 è candidato alla Camera dei Deputati con il nuovo sistema elettorale uninominale nel Collegio della città di Vicenza, ma non è eletto.
Nel 1995 è eletto Consigliere comunale a Vicenza nelle liste di Alleanza Nazionale e nominato Capogruppo.
Nel 1998 è rieletto consigliere comunale nelle liste di Alleanza Nazionale e per il notevole numero di voti di preferenza è nominato Vicesindaco. Assessore agli Affari Legali e Istituzionali, al Patrimonio, all'Ambiente e alla Sicurezza.
Nel 2001 è eletto alla Camera dei deputati nelle liste di Alleanza Nazionale. È membro della I Commissione, Affari Costituzionali, della IV, Difesa, della XIV, Politiche dell'Unione Europea, della Commissione per l'accesso ai documenti amministrativi e della Commissione parlamentare consultiva in ordine all'attuazione della riforma amministrativa.
Nel 2006 è rieletto alla Camera dei deputati. È Segretario della Commissione speciale per l'esame di disegni di legge di conversione di decreti legge, componente nella I Commissione (Affari costituzionali, della Presidenza del Consiglio e Interni). Successivamente capogruppo di Alleanza Nazionale nella VIII Commissione Lavori Pubblici.
Primo dei non eletti alle politiche del 2008 nel PdL in Veneto, torna alla Camera nel 2010 per occupare il seggio lasciato vacante da Elisabetta Gardini.
Il 30 luglio annuncia la sua fuoriuscita dal gruppo parlamentare PdL per aderire al gruppo di Futuro e Libertà per l'Italia, di cui diviene il reggente nella fase di costituzione del Gruppo. Successivamente viene nominato Vice capogruppo.
È capogruppo di Futuro e Libertà per l'Italia della I Commissione, Affari Costituzionali.
Il 27 febbraio 2010 assume l'incarico di Commissario regionale di Futuro e Libertà per l'Italia per il Veneto, fino al Congresso Regionale del 10 marzo 2012 che lo vede eletto Coordinatore Regionale.
Alle elezioni politiche del 24 e 25 febbraio 2013 è candidato nelle Circoscrizioni elettorali "Veneto 1 " e "Veneto 2" per la Camera dei deputati, ma non risulta eletto.
Nel settembre 2008 costituisce a Vicenza l'Associazione politico-culturale "Fare Vicenza", di cui è Presidente Onorario.

### Carriera professionale
È laureato in Ingegneria Civile Edile.
Specialista nel calcolo delle strutture in calcestruzzo armato e acciaio è titolare di uno Studio di Ingegneria a Vicenza e opera nel campo civile ed edile in materia di Progettazione, Sicurezza nei cantieri e Prevenzione Incendi.
Nella sua attività professionale ha collaborato alla progettazione strutturale del Very Large Telescope (VLT) di Cerro Paranal in Cile, del Large Binocular Telescope (LBT) in Arizona e di alcune attrazioni di Euro Disney.